# Jan Pieterszoon Coen

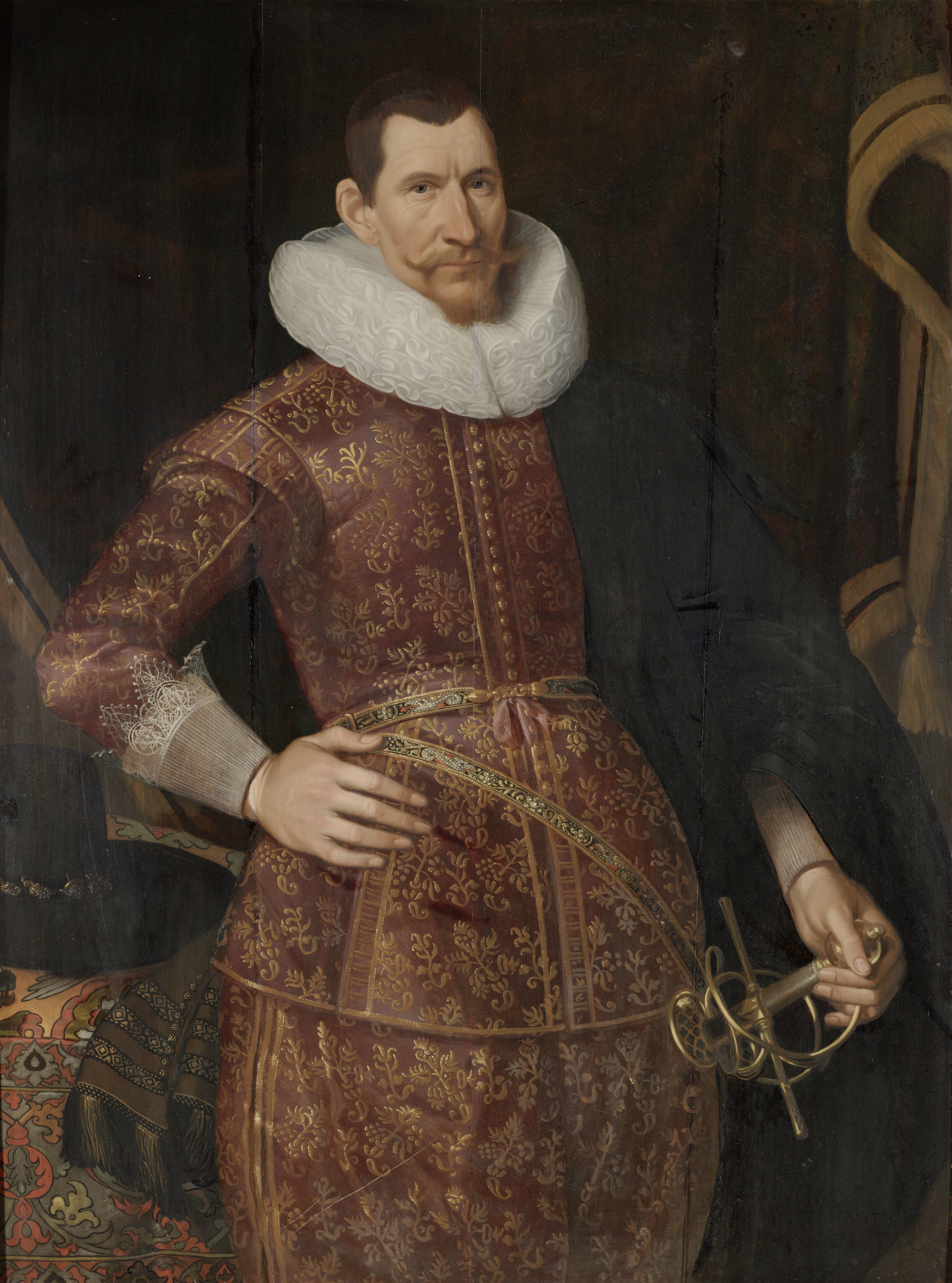
Jan Pieterszoon Coen

Jan Pieterszoon Coen [kuːn] (* 8. Januar 1587 in Hoorn; † 21. September 1629 in Batavia, heute Jakarta) war Generalgouverneur der Niederländischen Ostindien-Kompanie (Vereenigde Oostindische Compagnie, VOC) in Südostasien. Da er dort die Vormachtstellung der VOC begründete, gilt er als niederländischer empire builder, der die Grundlage für das spätere Niederländisch-Indien legte.

## Herkunft und Aufstieg
Jan Pieterszoon Coen wurde am 8. Januar 1587 in der Grote Kerk von Hoorn, einer Seefahrerstadt an der damaligen Zuiderzee, getauft. Mit 13 Jahren wurde er von seinem Vater nach Rom geschickt, um dort die doppelte Buchführung zu erlernen, die einem Kaufmann auf einen Blick seine Forderungen und seine Verbindlichkeiten vor Augen führte. Nach sechs Jahren kehrte Coen nach Hoorn zurück, wo inzwischen eine Kammer der 1602 gegründeten VOC ihren Sitz hatte. 1607 fuhr Coen als Unterkaufmann mit einer VOC-Flotte unter dem Kommandanten Pieter Verhoeff zum ersten Mal nach Südostasien. Als er vier Jahre später zurückkehrte, legte er dem Direktorium einen ausführlichen Bericht mit Ratschlägen dazu vor, wie die Position der Kompanie gegen die portugiesische und englische Konkurrenz zu verbessern sei. 1612 reiste er erneut nach Südostasien ab, diesmal im Range eines „Oberkaufmanns“. Weiterhin schrieb er regelmäßig Berichte an die Direktoren, in denen er deren Entscheidungen mehrfach tadelte. Die Direktoren – vergleichbar einem heutigen Konzernvorstand – verübelten ihm dies aber nicht, im Gegenteil: 1613 beförderten sie ihn zum Generaldirektor, der zweithöchsten Position in Südostasien. 1618 wurde er schließlich Generalgouverneur.

## Erste Amtszeit als Generalgouverneur
Um der VOC einen festen Stützpunkt zu verschaffen, brannte Coen 1619 die Stadt Jakarta an der Nordküste von Java nieder und baute auf ihren Trümmern Batavia, das zum Handelszentrum der Niederländer in Asien wurde. Es war jedoch keineswegs das Ziel Coens, ein Kolonialreich zu begründen. Er verfolgte vielmehr reine Profitinteressen – es ging um möglichst hohe Gewinne für die Kompanie, die dann in Form von Dividenden an die Aktionäre ausgeschüttet wurden. Dabei plädierte Coen, anders als zum Beispiel sein Vorgänger Laurens Reael, nicht für friedlichen Wettbewerb, sondern für eine Monopolisierung des Handels und Ausschaltung der Konkurrenz. „Wir können den Handel nicht treiben, ohne Krieg zu führen, und wir können den Krieg nicht führen, ohne Handel zu treiben“, war seine Überzeugung. Um der Kompanie das Monopol für den Gewürzhandel zu sichern, unternahm er 1621 eine Strafexpedition gegen die Banda-Inseln, eine Inselgruppe, auf der viele Gewürznelken- und Muskatnussbäume wuchsen. Seine Maßnahmen kosteten etwa 15.000 Menschen das Leben. Alle Angehörigen der örtlichen Kaufmannselite ließ Coen hinrichten. Einige Bandanesen flohen auf die Kei-Inseln, wo ihre Nachkommen in zwei Dörfern noch heute die alte Sprache Banda sprechen.
1622 ließ Coen sogar eine Strafexpedition gegen das übermächtige China ausrüsten, um den Chinesen klarzumachen, dass sie sich die VOC zum Freund halten müssten.

## Rückkehr in die Niederlande
1623 kehrte Coen in die Niederlande zurück, weil er die Direktoren – die „Heren Zeventien“ (Heren XVII) – im persönlichen Gespräch von seiner langfristigen Strategie überzeugen wollte. Durch sein aggressives Auftreten hatte er sich inzwischen jedoch den Zorn der englischen Regierung zugezogen. Auf England waren die Niederlande in ihrem andauernden Kampf gegen das spanische Weltreich angewiesen. Deshalb verbot die niederländische Regierung Coen, ohne ihre ausdrückliche Zustimmung noch einmal nach Südostasien zurückzukehren. Doch nachdem Coen 1625 die 19-jährige Politikertochter Eva Ment geheiratet hatte, reiste er inkognito wieder nach Java. Die Direktoren hatten sich über die Regierung hinweggesetzt und ihn erneut zum Generalgouverneur ernannt – ein weiterer Beleg dafür, dass die VOC ein Staat im Staate war, der seine eigenen Entscheidungen traf.

## Zweite Amtszeit als Generalgouverneur
Coens zweite Amtszeit von 1627 bis 1629 war nicht mehr erfolgreich. Sie wurde dadurch überschattet, dass die VOC von dem mächtigen javanischen Sultanat Mataram angegriffen wurde. Dazu kam ein Vorfall, der später immer wieder als Beleg für Coens Grausamkeit herangezogen worden ist: Ein 16-jähriger Fähnrich, der 1629 beim Sex mit einem 12-jährigen Mädchen ertappt worden war, wurde von Coen zum Tode verurteilt, das Mädchen wurde ausgepeitscht. Während einer Belagerung Batavias durch den Sultan von Mataram erkrankte Coen plötzlich und starb wenige Stunden später am 21. September 1629.

## Coens Bild in der Geschichtsschreibung

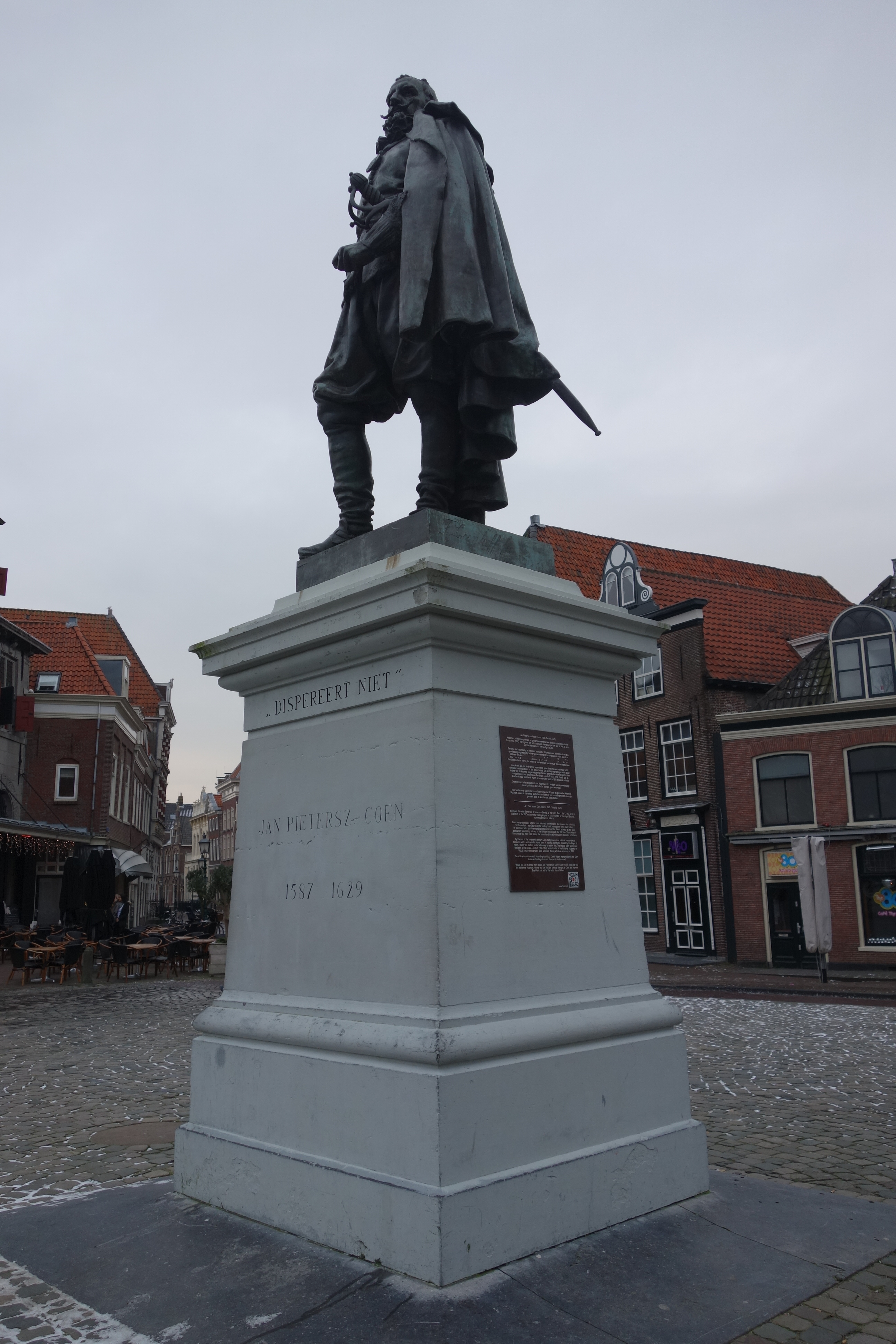
Denkmal für Jan Pieterszoon Coen in Hoorn von Ferdinand Leenhoff

Coen ist eine der umstrittensten Gestalten der niederländischen Geschichte. Einerseits wurde er vor allem im 19. Jahrhundert als Begründer des niederländischen Kolonialreiches verehrt, andererseits wurde seine Grausamkeit immer wieder angeprangert. Der Historiker Christoph Driessen charakterisierte Coen 2009 als „streng calvinistisch, von brennendem Ehrgeiz erfüllt und ohne jeden Skrupel bei der Ausführung dessen, was er für richtig hielt“. Der Stadtrat von Coens Geburtsstadt Hoorn beschloss daher nach einer öffentlichen Diskussion im Juli 2011, eine „kritische Notiz“ am Standbild Coens anzubringen. Nach monatelangen Diskussionen verständigte man sich auf eine neue Texttafel. Auf dieser heißt es u. a.: „Gerühmt als tatkräftige und visionäre Führungsfigur. Aber ebenso wegen seines gewaltsamen Auftretens […] kritisiert.“ („Geroemd als krachtdadig en visionair bestuurder. Maar evenzeer bekritiseerd om zijn gewelddadige optreden […].“) und: „Kritikern zufolge verdient Coens gewaltsame Handelspolitik im Indischen Archipel keine Ehrenbezeugung.“ („Volgens critici verdient Coens gewelddadige handelspolitiek in de Indische archipel geen eerbetoon.“)

## Literarische Figur
Coen lebt als literarische Figur unter dem verballhornten Namen Mur Jangkung fort. Als solche kommt er in dem im 18. Jahrhundert in Surakarta auf Javanisch verfassten Erzählgedicht Serat Baron Sakhender („Das Buch des Baron Sakhender“) vor. Mur Jangkung ist darin der Sohn der sundanesischen Prinzessin Tanuraga aus dem hinduistischen Königreich Pajajaran und des Barons Sukmul, welcher der Bruder des spanischen Königs Sakhender war. Die durch die Einwirkung magischer Kräfte vorangebrachten, tragischen Lebensgeschichten beginnen ungefähr in der Mitte des 16. Jahrhunderts und verarbeiten die Auseinandersetzungen zwischen den hindu-javanischen, muslimischen und niederländischen Machtsphären. Die Erzähltradition wird als javanisches Stabpuppenspiel wayang golek aufgeführt. In der Spielfigur Mur Jankung sind die markanten Züge mit der hervortretenden Nase Coens deutlich zu erkennen.

## Belege
1. 1 2  Horst Lademacher: Geschichte der Niederlande. Politik – Verfassung – Wirtschaft. Wissenschaftliche Buchgesellschaft, Darmstadt 1983, ISBN 3-534-07082-8, S. 146.
2. ↑  Ruud Spruit: J.P. Coen. Dagen en daden in dienst van de VOC. De Haan, Houten 1987, S. 9 ff.
3. ↑  Christoph Driessen: Kleine Geschichte Amsterdams. Pustet, Regensburg 2010, S. 38.
4. ↑  Christoph Driessen: Geschichte der Niederlande. Von der Seemacht zum Trendland. Pustet, Regensburg 2009, S. 70.
5. ↑  Musibah: Entitlements, Violence and Reinventing Tradition in the Kei Islands, Southeast Maluku, Paper submitted for the International Association for the Study of Common Property 9th Biennial Conference, Victoria Falls, Zimbabwe.
6. ↑  De VOCsite : personalia, Jan Pieterszoon Coen. In: www.vocsite.nl. Abgerufen am 18. August 2025 (niederländisch).
7. ↑  Kritische noot bij beeld „massamoordenaar“ Coen.
8. ↑  J.P. Coen heeft nieuwe tekst en website, Vereniging Oud Hoorn (16. April 2012).
9. ↑  Masatoshi Iguchi: Java Essay: The History and Culture of a Southern Country. Matador, Leicestershire 2015, S. 56–59

Pieter Both |
Gerard Reynst |
Laurens Reael |
Jan Pieterszoon Coen |
Pieter de Carpentier |
Jan Pieterszoon Coen |
Jacques Specx |
Hendrik Brouwer |
Antonio van Diemen |
Cornelis van der Lijn |
Carel Reyniersz |
Joan Maetsuycker |
Rijklof van Goens |
Cornelis Speelman |
Johannes Camphuys |
Willem van Outhoorn |
Joan van Hoorn |
Abraham van Riebeeck |
Christoffel van Swol |
Hendrick Zwaardecroon |
Mattheus de Haan |
Diederik Durven |
Dirck van Cloon |
Abraham Patras |
Adriaan Valckenier |
Johannes Thedens |
Gustaaf Willem van Imhoff |
Jacob Mossel |
Petrus Albertus van der Parra |
Jeremias van Riemsdijk |
Reinier de Klerk |
Willem Alting |
Pieter Gerardus van Overstraten |
Johannes Siberg |
Albertus Wiese |
Herman Willem Daendels |
Jan Willem Janssens |
Gilbert Elliot-Murray-Kynynmound, 1. Earl of Minto |
Thomas Stamford Raffles |
John Fendall |
Godert Alexander Gerard Philip van der Capellen |
Léonard Pierre Joseph du Bus de Gisignies |
Jan van den Bosch |
Jean Chrétien Baud |
Dominique Jacques de Eerens |
Carel Sirardus Willem van Hogendorp |
Pieter Merkus |
Jan Cornelis Reijnst |
Jan Jacob Rochussen |
Albertus Jacobus Duijmaer van Twist |
Charles Ferdinand Pahud |
Ludolph Anne Jan Wilt Sloet van de Beele |
Pieter Mijer |
James Loudon |
Johan Willem van Lansberge |
Frederik s’Jacob |
Otto van Rees |
Cornelis Pijnacker Hordijk |
Carel Herman Aart van der Wijck |
Willem Rooseboom |
Johannes Benedictus van Heutsz |
Alexander Willem Frederik Idenburg |
Johan Paul van Limburg Stirum |
Dirk Fock |
Andries Cornelis Dirk de Graeff |
Bonifacius Cornelis de Jonge |
Alidius Warmoldus Lambertus Tjarda van Starkenborgh Stachouwer |
Hubertus van Mook |
Louis Beel |
Tony Lovink
| Personendaten    | Personendaten                                             |
| ---------------- | --------------------------------------------------------- |
| NAME             | Coen, Jan Pieterszoon                                     |
| ALTERNATIVNAMEN  | Coen, Johann Peterssohn                                   |
| KURZBESCHREIBUNG | Generalgouverneur der niederländischen Ostindien-Kompanie |
| GEBURTSDATUM     | 8. Januar 1587                                            |
| GEBURTSORT       | Hoorn, Niederlande                                        |
| STERBEDATUM      | 21. September 1629                                        |
| STERBEORT        | Batavia heute: (Jakarta), Indonesien                      |